# Як у нашого Омелечка невеличка сімеєчка
«„Як у нашого Омелечка невеличка сімеєчка...“» — український анімаційний фільм 1999 року студії Укранімафільм, режисер - Євген Сивокінь.

## Історія створення
Автор сценарію, кінорежисер, художник-постановник Євген Сивокінь задумав проект анімаційного фільму у 1997 році за мотивами жартівливих народних пісень, але через відсутність фінансування його реалізацію було відкладено. Фільм був знятий у 1999 році на державне фінансування. За словами автора «Було цікаво подивитися трохи іронічним поглядом сучасної людини на ці пісні, використовуючи народний живопис». При роботі на фільмом автор орієнтувався на зразки наївного народного мистецтва, зокрема твори Марії Приймаченко та інших народних майстрів.
У роботі над фільмом були значні складнощі: не вистачало грошей, знімальна група не одержувала зарплату, а студія взимку не опалювалась.
У цьому фільмі відбувся творчий дебют художника-аніматора Олега Педана. Він працював над епізодом, в якому танцюють раки.
Він засміявся і взяв мене. Щоправда дав досить складну й марудну роботу: епізод, де танцюють раки — це коли він працював над фільмом «Як у нашого Омелечка». І коли побачив, що я упорався, то залишив мене.
До виконання пісень залучено музичний гурт «Древо» Київської консерваторії.
Фільм брав участь у конкурсних програмах фестивалів у Франції (Аннесі), Португалії (Ешпіньо), Польщі (Краків), Бразилії (Сан Пауло) та здобув диплом і приз кінофестивалю «Золотий витязь».

## Сюжет
За мотивами українських народних жартівливих пісень. Фільм складається з чотирьох народних пісень: «Як у нашого Омелечка», «Кину кужіль на полицю», «Сіяв мужик просо ... », «А до мене Яків приходив», які виконує гурт "Древо". 

## Над фільмом працювали
- Автор сценарію, кінорежисер, художник-постановник: Євген Сивокінь;
- Кінооператор: Сергій Максимович;
- Музичні композиції: Вадима Храпачова;
- Звукооператор: Вадим Пашкевич (у титрах Д. Пашкевич, як Дмитро);
- Монтаж: Юна Срібницька;
- Аніматори: Наталя Марченкова, Олег Педан, Євген Сивокінь, Алла Чурикова;
- Асистенти: А. Мільковицька (у титрах А. Мильковицька), Людмила Скройбіж, Віра Боженок;
- Редактор: Світлана Куценко;
- Директор знімальної групи: В'ячеслав Кілінський;
- Пісні співає гурт «Древо».